# Tomasz Mickiewicz
Tomasz Marek Mickiewicz (ur. 24 grudnia 1960 w Warszawie) – polski ekonomista, doktor habilitowany nauk ekonomicznych, nauczyciel akademicki i profesor University of London, University College London, Aston University w Birmingham i Katolickiego Uniwersytetu Lubelskiego, w okresie PRL działacz opozycji demokratycznej, działacz samorządowy. Specjalności naukowe: systemy ekonomiczne, transformacja ekonomiczna, prywatyzacja, nadzór korporacyjny, płace i zatrudnienie, teoria ekonomii.

## Życiorys
Był uczniem XVI Liceum Ogólnokształcącego w Warszawie. U schyłku lat 70. zaangażował się w działalność grup samokształceniowych. W 1979 został współzałożycielem, członkiem redakcji, drukarzem i autorem (ps. Marek Dominik) wydawanego w drugim obiegu czasopisma „Uczeń Polski”. W latach 1978–1980 był współpracownikiem ROPCiO.
Po maturze rozpoczął studia w Katolickim Uniwersytecie Lubelskim. Został członkiem Studenckiego Komitetu Obrony Jasnej Góry oraz Niezależnego Zrzeszenia Studentów w KUL. Zasiadał tam m.in. w Zarządzie oraz był delegatem na I Ogólnopolski Zjazd NZS w Krakowie (2–6 kwietnia 1981). Redagował i był autorem publikacji czasopism NZS „Kronika Wydarzeń” i „Podtekst”. Był współpracownikiem Międzyuczelnianego Komitetu Obrony Więźniów Politycznych w Lublinie (1981). Podpisał w październiku 1981 deklarację ideową Klubów Służby Niepodległości i był działaczem tych klubów.
Po ogłoszeniu stanu wojennego do 31 sierpnia 1982 ukrywał się. W 1982 był drukarzem wydawanego w Warszawie drugoobiegowego czasopisma „Wiadomości”. W latach 1986–1989 publikował na łamach wydawanych w Lublinie przez Liberalno-Demokratyczną Partię Niepodległość czasopism „Antyk” i „Notatnik Polityczny”. Angażował się w działalność Duszpasterstwa Akademickiego oraz Duszpasterstwa Ludzi Pracy przy kościele Matki Bożej Królowej Polski w Lublinie.
W 1984 został absolwentem studiów ekonomicznych w KUL. W latach 1986–1996 był nauczycielem akademickim na tej uczelni. W 1988 na podstawie rozprawy pt. Długookresowe trendy w zmianie struktury cen detalicznych w Polsce, 1944–1984 uzyskał na Wydziale Nauk Społecznych KUL stopień naukowy doktora nauk humanistycznych w dyscyplinie socjologia. W latach 1991–1992 był wykładowcą na University of California w Davis (USA), w latach 1995–1996 wykładowcą University of London, od 1996 University College London. W 2008 na podstawie dorobku naukowego oraz pracy pt. Transformacja ekonomiczna w Europie Środkowej i Wspólnocie Niepodległych Państw uzyskał na Wydziale Ekonomicznym Uniwersytetu Marii Curie-Skłodowskiej w Lublinie stopień naukowy doktora habilitowanego nauk ekonomicznych (dyscyplina: ekonomia, specjalność: teoria ekonomii). W tym samym roku został profesorem University College of London (Professor of Comparative Economics). W styczniu 2012 został wykładowcą Aston Business School w Aston University w Birmingham, gdzie objął stanowisko profesora.
Był profesorem nadzwyczajnym Wyższej Szkoły Informatyki i Zarządzania z siedzibą w Rzeszowie.
W latach 1990–1991 był wiceprezydentem miasta Lublina. Zasiadał w zarządzie spółki Herbapol.
Opublikował m.in. Wybór w gospodarce: wprowadzenie do analizy ekonomicznej (1993), Economics of Institutional Change. Central and Eastern Europe Revisited (2010).
W 2007 prezydent RP Lech Kaczyński odznaczył go Krzyżem Oficerskim Orderu Odrodzenia Polski.